# Ursula Reutner
Ursula Reutner (Bayreuth, 6 ottobre 1975) è una linguista tedesca e professore ordinario della cattedra di Lingue e Culture Romanze all'Università di Passavia.
È riconosciuta a livello internazionale nel campo degli studi romanzi e della comunicazione interculturale. Per il suo lavoro le sono stati conferiti numerosi premi e riconoscimenti internazionali, fra cui il Prix Germaine de Staël, il Premio Elise Richter e il dottorato honoris causa della Universidad del Salvador (Buenos Aires).

## Curriculum
Ursula Reutner ha studiato European Business Studies, Filosofia e Storia dell’Arte oltre a Linguistica e Letteratura inglese, italiana e spagnola presso l’Università di Bamberg e di Paris IV-Sorbonne. Dopo il dottorato di ricerca in Linguistica Romanza/Francese, conseguito nel 2004 con una tesi su linguaggio e identità presso l’Università di Augusta, ha compiuto un progetto postdottorato sul tema di linguaggio e tabù con cui ha raggiunto l’abilitazione all’insegnamento universitario (Habilitation). È stata professore ospite presso università in Francia, Italia, Spagna, Canada, Messico, Argentina e Brasile. Nell’anno accademico 2007-2008, le è stata affidata la cattedra di Linguistica Romanza dell’Università di Duisburg-Essen. Nel 2009, ha accettato la cattedra di Lingue e Culture Romanze all’Università di Passavia. Ha declinato successivamente l’offerta di cattedre presso l’Università di Heidelberg e di Paderborn. Ursula Reutner è membro di numerose associazioni di studi romanzi ed è direttrice del Consiglio Accademico della rivista Romanistik in Geschichte und Gegenwart. Dal 2014 al 2018 è stata vicepresidente per le Relazioni Internazionali dell’Università di Passavia. Nel 2010 è stata nominata direttrice dell’Istituto per la Comunicazione Interculturale e nel 2014 direttrice del Centro Linguistico della sua università.

## Ricerca
Gli ambiti di ricerca di Ursula Reutner sono diglossia e multilinguismo sociale nella francofonia e nella ispanofonia, linguaggio e identità, comunicazione interculturale, linguaggio e storia dei media, linguaggio e potere, tabù linguistici, linguaggio della scienza, linguaggio e contatto culturale, pianificazione e politiche linguistiche, norme e giudizi linguistici, atteggiamenti dei madrelingua, lessicologia e lessicografia, filosofia del linguaggio e cognizione linguistica.

## Onorificenze
- Ordine al merito bavarese (2023)
- Paul Harris Fellow[9] di Rotary International (2021)
- Dottora honoris causa[10] della Universidad del Salvador a Buenos Aires (2018)
- Prix Germaine de Staël[11] dell'Associazione Tedesca dei Francoromanisti (2006)
- Elise-Richter-Preis[12][13] dell'Associazione Tedesca dei Romanisti (2005)

## Letteratura
- "Porträt Ursula Reutner". In: Romanistik in Geschichte und Gegenwart 17/1 (2011), p. 159–163.

## Opere principali
- Manual of Romance Languages in Africa. De Gruyter, Berlin/Boston 2024, ISBN 978-3-11-062610-0.
- Manuel des francophonies. De Gruyter, Berlin/Boston 2017, ISBN 978-3-11-034670-1.
- Interkulturelle Kompetenz. Anleitung zum Fremdgehen - Ein Lernparcours. Westermann, Braunschweig 2015, ISBN 978-3-14-162172-3.
- Lingüística mediática y traducción audiovisual. Lang, Frankfurt am Main 2015, ISBN 978-3-631-66486-5.
- Von der Zeitung zur Twitterdämmerung. LIT, Münster 2014, ISBN 978-3-643-12451-7.
- Bienvenue chez les Ch'tis. Reclam, Stuttgart 2013, ISBN 978-3-15-019821-6.
- Political Correctness. Lang, Frankfurt 2012, ISBN 978-3-631-62242-1.
- Von der digitalen zur interkulturellen Revolution. Nomos, Baden-Baden 2012, ISBN 978-3-8329-7880-8.
- Geschichte der italienischen Sprache. Narr, Tübingen 2011, ISBN 978-3-8233-6653-9.
- Sprache und Tabu, Interpretationen zu französischen und italienischen Euphemismen. Beihefte zur Zeitschrift für Romanische Philologie. Band 346. Niemeyer, Tübingen 2009, ISBN 978-3-484-52346-3.
- 400 Jahre Quebec. Kulturkontakte zwischen Konfrontation und Kooperation. Winter, Heidelberg 2009, ISBN 978-3-8253-5708-5.
- Beiträge zur Kreolistik. Buske, Hamburg 2007, ISBN 978-3-87548-478-6.
- Sprache und Identität einer postkolonialen Gesellschaft im Zeitalter der Globalisierung[collegamento interrotto]. Eine Studie zu den französischen Antillen Guadeloupe und Martinique. Buske, Hamburg 2005, ISBN 3-87548-423-1.